# Eerste klasse 2006-07 (vrouwenvoetbal België)
Het seizoen 2006/07 van de Belgische Eerste Klasse damesvoetbal ging van start op 2 september 2006 en eindigde op 12 mei 2007. De landstitel werd gewonnen door KFC Rapide Wezemaal, dat voor de vierde maal op rij landskampioen werd en daarmee het record van KSC Eendracht Aalst van vijf jaar eerder evenaarde. 

## Gepromoveerde teams
De kampioen in Tweede Klasse van vorig seizoen, DV Famkes Merkem, was een nieuwkomer. De tweede, DVK Haacht, promoveerde eveneens, na winst in de barragewedstrijd tegen FC Excelsior Kaart

## Degraderende teams
Op het eind van het seizoen degradeerde nieuwkomer DVK Haacht weer naar Tweede Klasse. De voorlaatste, Dames Zultse VV, verloor zijn barragewedstrijd tegen tweedeklasser Dames VK Egem en zakte eveneens.

## Clubs
Veertien ploegen speelden in 2006/07 in Eerste Klasse. De meeste clubs (11) kwamen uit Vlaanderen, slechts een club kwam uit Wallonië en twee uit Brussel. De provincie Vlaams-Brabant telde vier clubs in de hoogste klasse.

## Eindstand
|   |    |                             | P  | W  | G | V  | +  | -  | DS  | Ptn |
| - | -- | --------------------------- | -- | -- | - | -- | -- | -- | --- | --- |
| K | 1  | KFC Rapide Wezemaal         | 26 | 23 | 2 | 1  | 89 | 13 | 76  | 71  |
|   | 2  | RSC Anderlecht              | 26 | 19 | 5 | 2  | 56 | 14 | 42  | 62  |
|   | 3  | Vlimmeren Sport             | 26 | 15 | 5 | 6  | 49 | 31 | 18  | 50  |
|   | 4  | KVK Tienen                  | 26 | 14 | 3 | 9  | 58 | 24 | 34  | 45  |
|   | 5  | Sinaai Girls                | 26 | 12 | 5 | 9  | 45 | 39 | 6   | 41  |
|   | 6  | DVC Zuid-West-Vlaanderen    | 26 | 11 | 6 | 9  | 51 | 40 | 11  | 39  |
|   | 6  | Standard Fémina de Liège    | 26 | 11 | 6 | 9  | 46 | 44 | 2   | 39  |
|   | 8  | FC Fémina White Star Woluwe | 26 | 9  | 8 | 9  | 44 | 42 | 2   | 35  |
|   | 8  | Oud-Heverlee Leuven         | 26 | 9  | 8 | 9  | 43 | 42 | 1   | 35  |
|   | 10 | VCD Eendracht Aalst         | 26 | 5  | 8 | 13 | 26 | 52 | -26 | 23  |
|   | 11 | KFC Lentezon Beerse         | 26 | 6  | 3 | 17 | 19 | 59 | -40 | 21  |
|   | 12 | DV Famkes Merkem            | 26 | 5  | 6 | 15 | 43 | 61 | -18 | 21  |
| E | 13 | Dames Zultse VV             | 26 | 5  | 5 | 16 | 20 | 61 | -41 | 20  |
| D | 14 | DVK Haacht                  | 26 | 1  | 4 | 21 | 7  | 74 | -67 | 7   |

P: wedstrijden gespeeld, W: wedstrijden gewonnen, G: gelijke spelen, V: wedstrijden verloren, +: gescoorde doelpunten, -: doelpunten tegen, DS: doelsaldo, Ptn: totaal punten
K: kampioen, D: degradeert, E: eindronde